# 舊米利亞廷
49°57′50″N 24°28′31″E / 49.96389°N 24.47528°E
舊米利亞廷（烏克蘭語：Старий Милятин），是烏克蘭西部的村落，隸屬利沃夫州佐洛奇夫區市鎮，距離佐洛奇夫約41公里，距離利維夫約43公里，面積2.95平方公里，海拔高度239米，2001年人口707，人口密度每平方公里240.07人。